# Фумарола, Чезаре
Чезаре Фумарола (род. 24 января 1985 года) — итальянский пловец в ластах.

## Карьера
Чемпион Всемирных игр 2013 года, трёхкратный призёр Всемирных игр в эстафете.
Пятикратный чемпион мира, многократный призёр чемпионатов мира.
Шестикратный чемпион Европы, многократный призёр чемпионатов Европы.
Обладатель действующих рекордов на дистанциях 100 и 200 метров на короткой воде.